# UNI-T
UNI-Tは、長安汽車が製造・販売する中型のSUVである。

## 年表
2020年3月5日
オンライン発表会においてUNI-Tを世界初披露。
2020年5月20日
予約受付を開始。
2020年5月30日
予約台数が5638台に到達。
2020年5月9日
予約台数が11693台を突破。
2020年6月16日
UNI-Tのテーマ曲「自有引力」がリリースされる。
2020年6月21日
販売を開始。
2020年12月16日
重慶国際R&DセンターにてUNI-Tに搭載されている”蓝鲸NE1.5T”エンジンが「稼働した状態におけるエンジンの最長ライブ配信」のギネス世界記録への挑戦を開始。
2021年2月22日
UNI-T 卓越エディションが販売開始。
2021年3月
合計販売台数が10万台を突破。
2021年5月8日
UNI-T "运动版旗舰"エディションが販売開始。

## ギャラリー

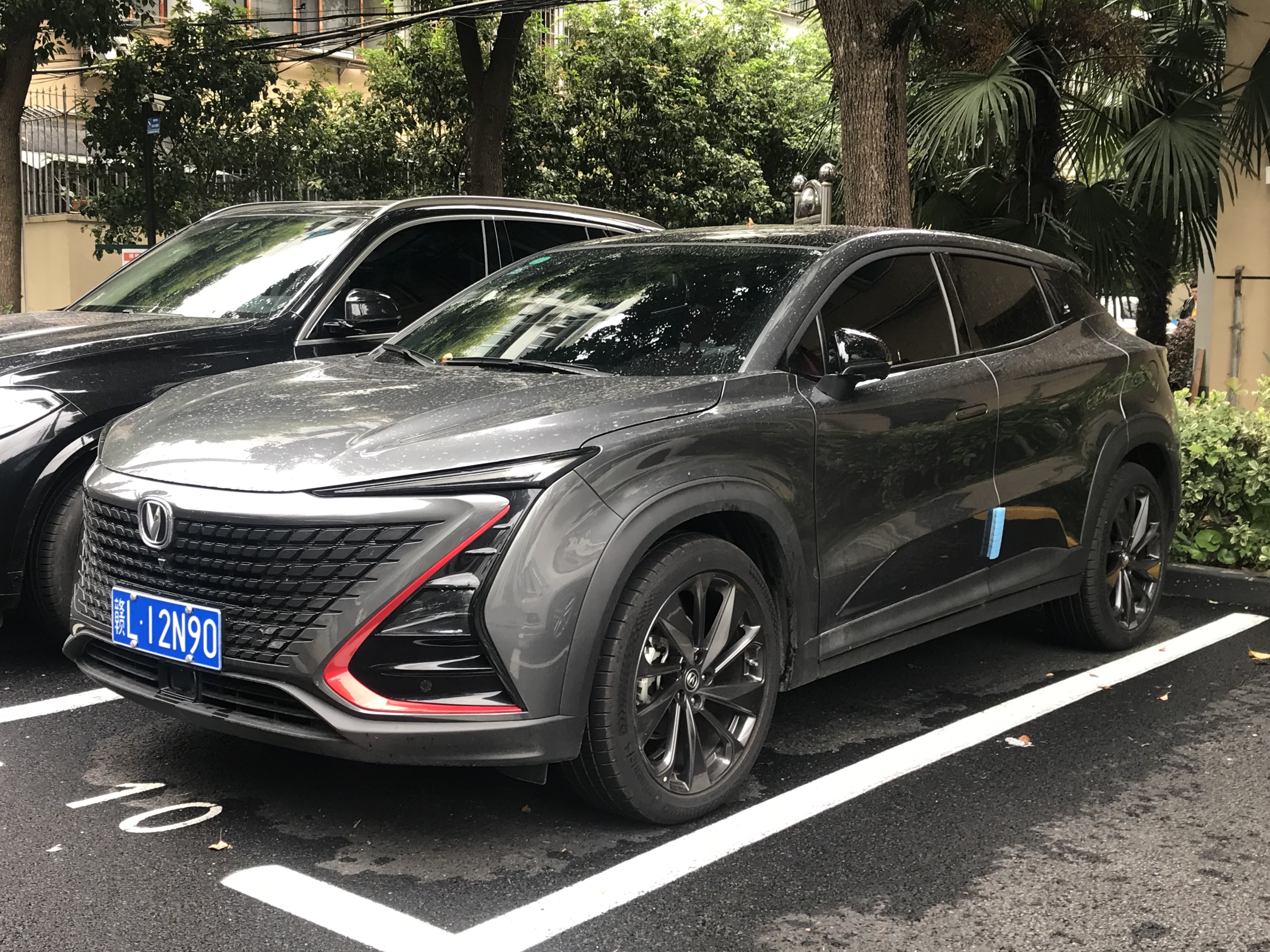
UNI-T(右前面)
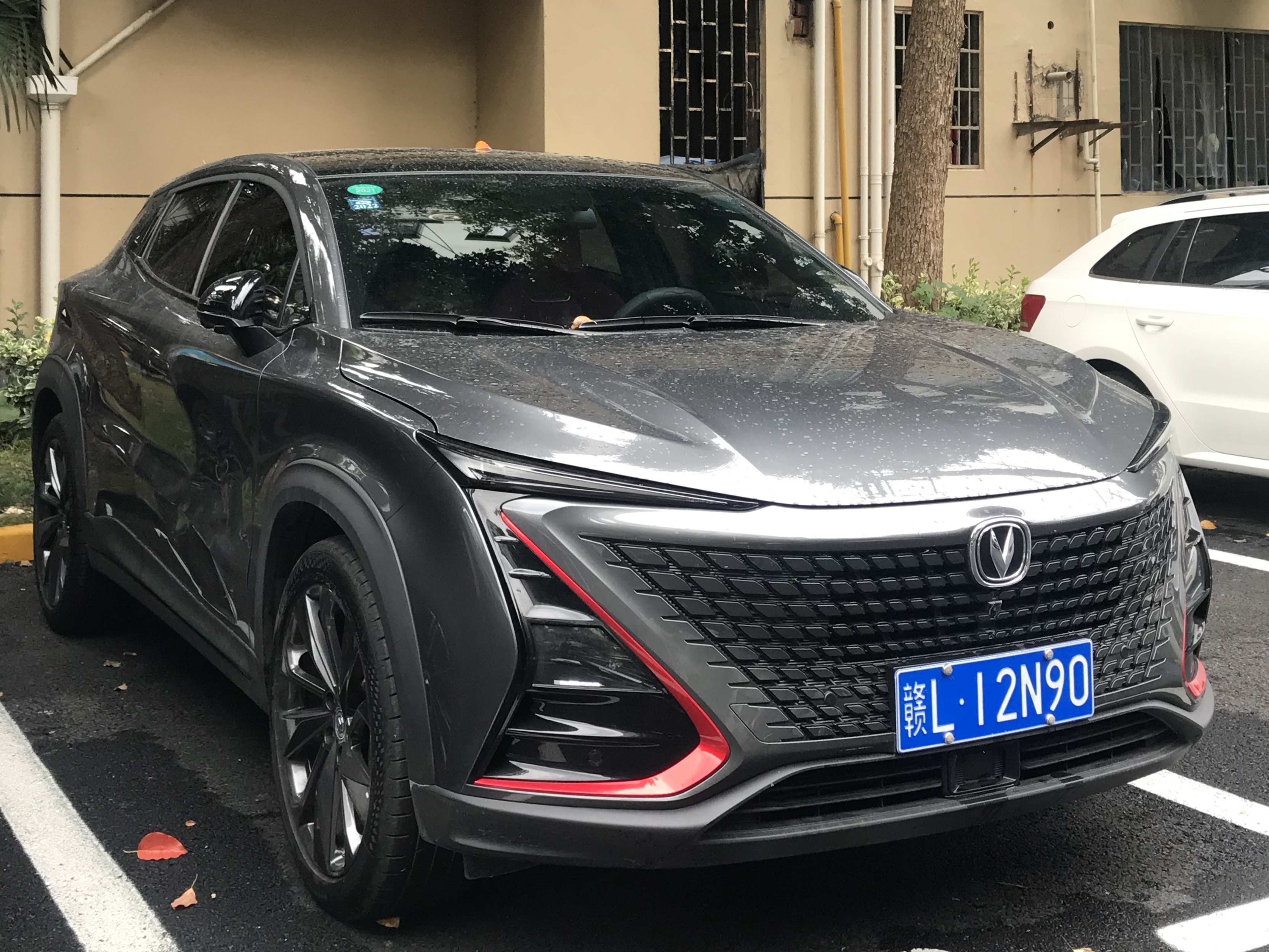
UNI-T(左前面)
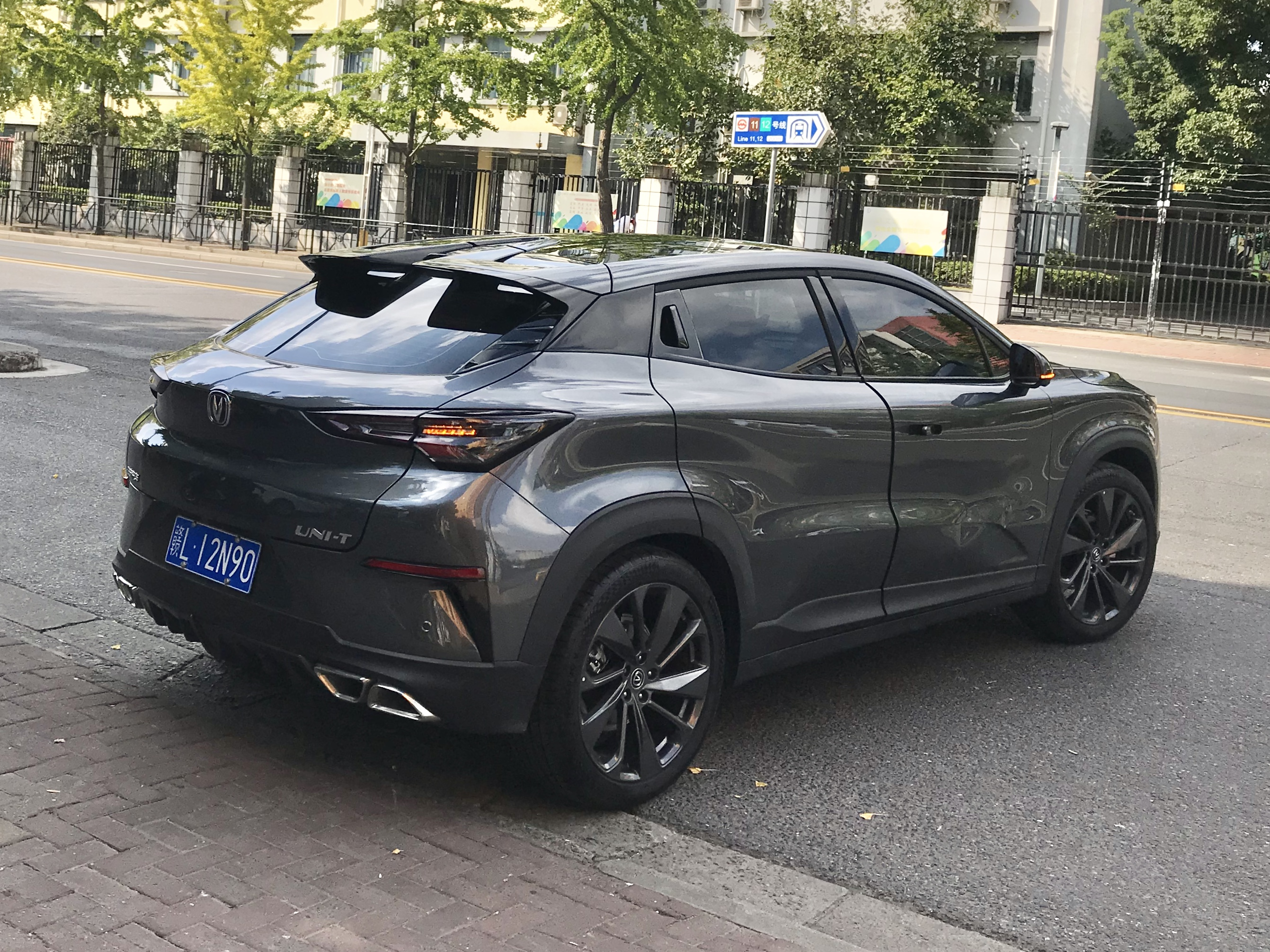
UNI-T(後面)
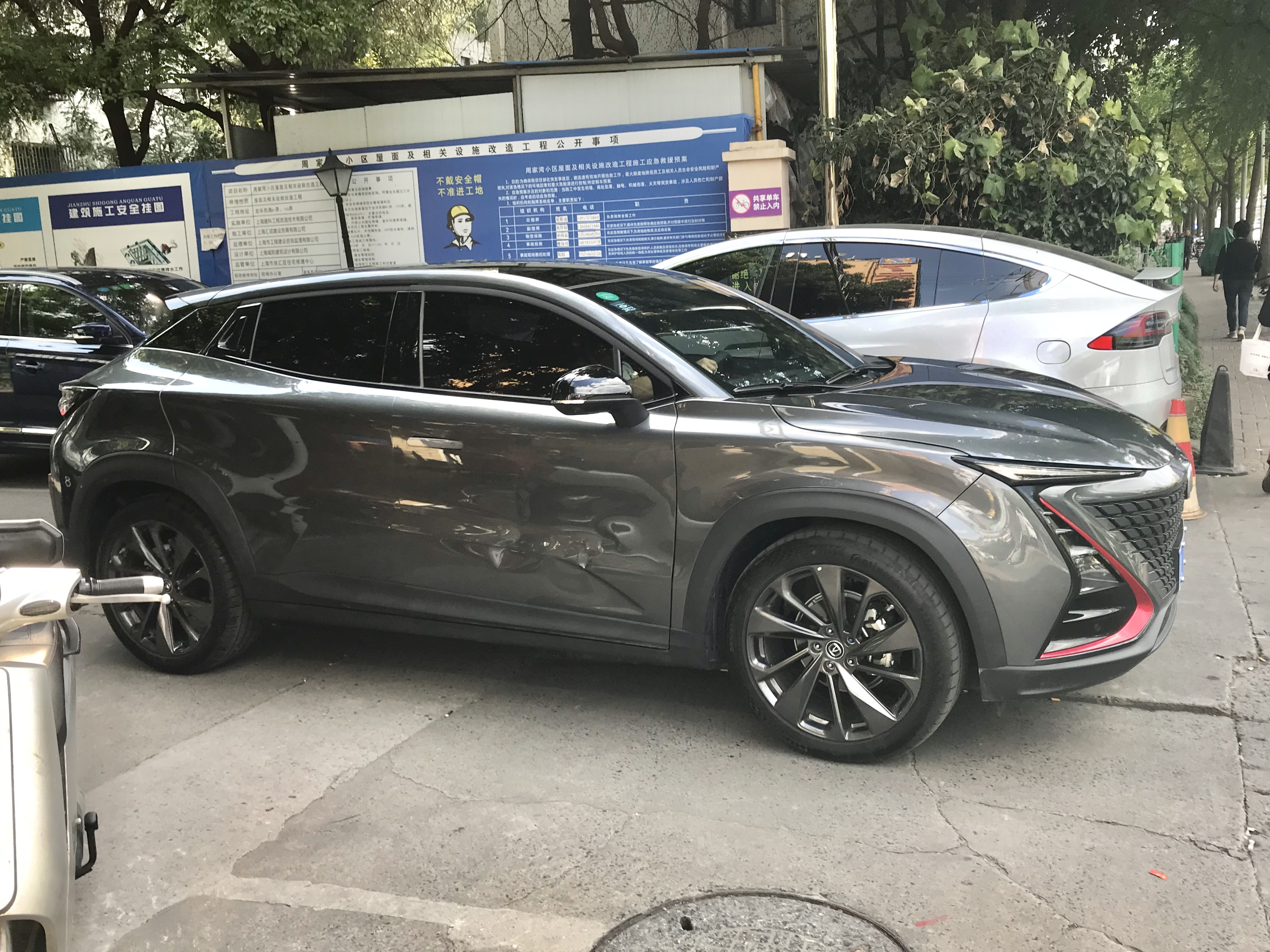
UNI-T(側面)
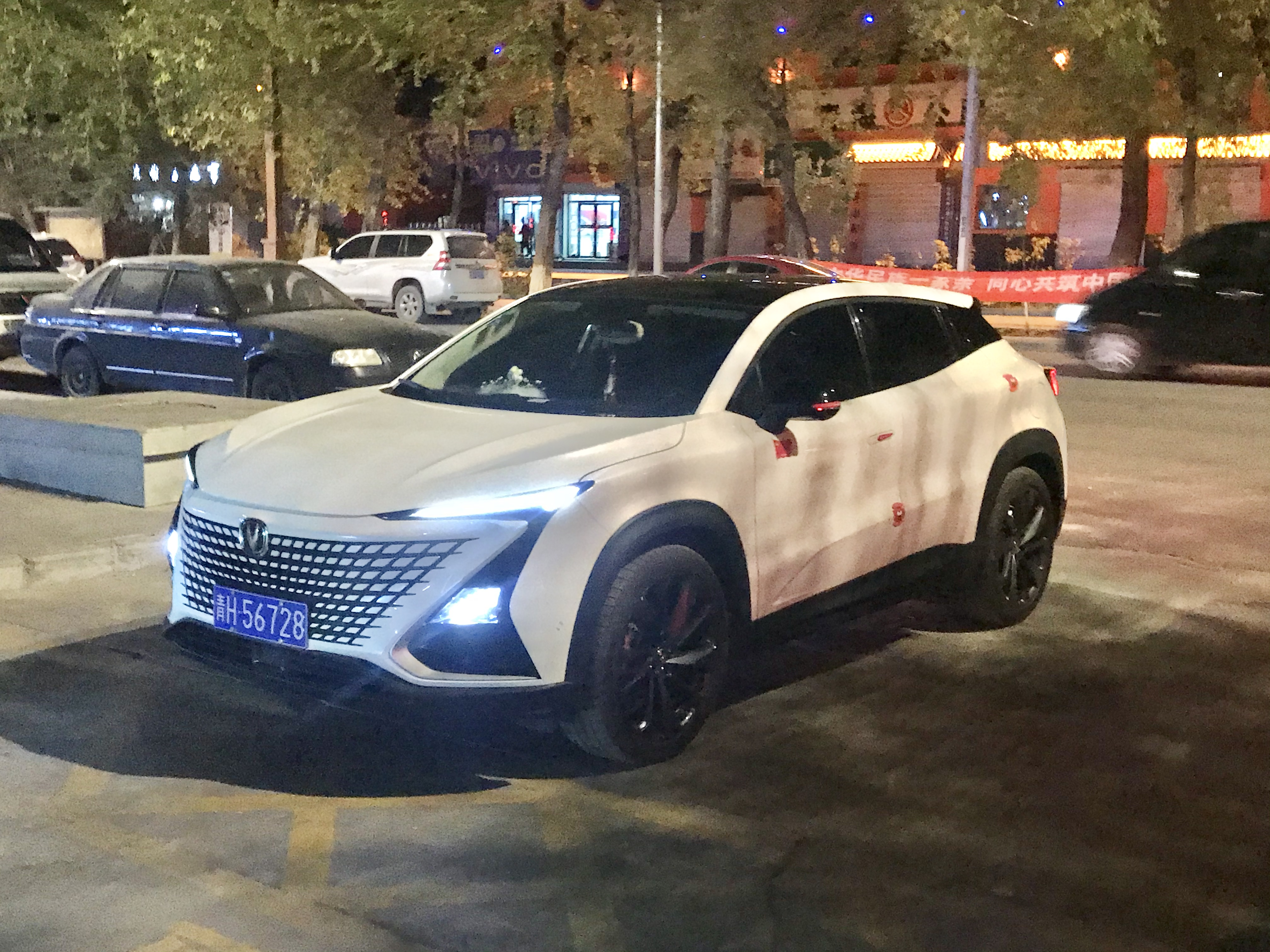
UNI-T(White)
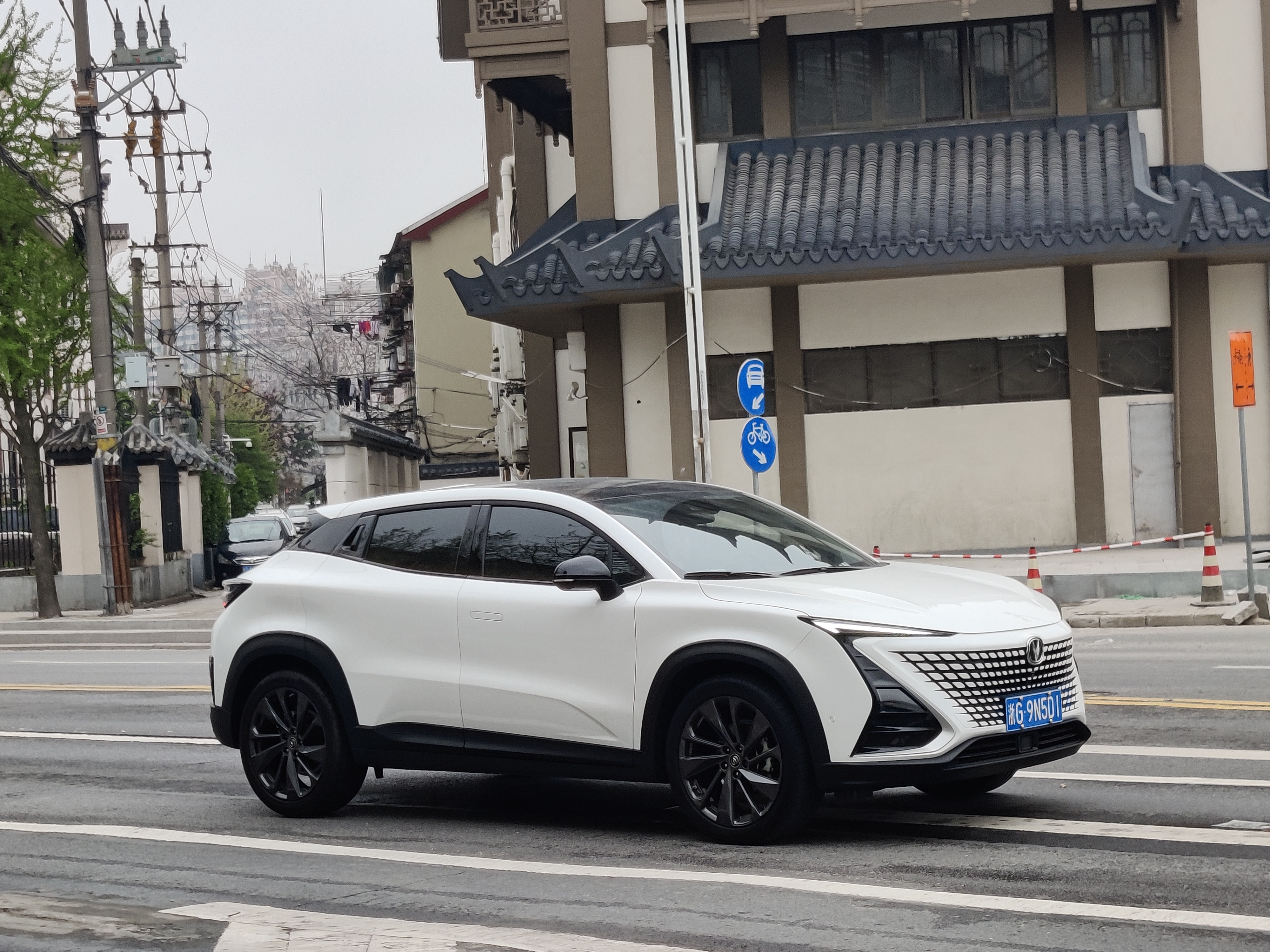
UNI-T(White)